# Осташковский кожевенный завод
Верхневолжский кожевенный завод  (историческое название "Осташковский кожевенный завод", полное наименование до 1919 года — Товарищество юфтевого завода «Владимир Савин в Осташкове») — крупное предприятие в городе Осташков Тверской области России.

## История

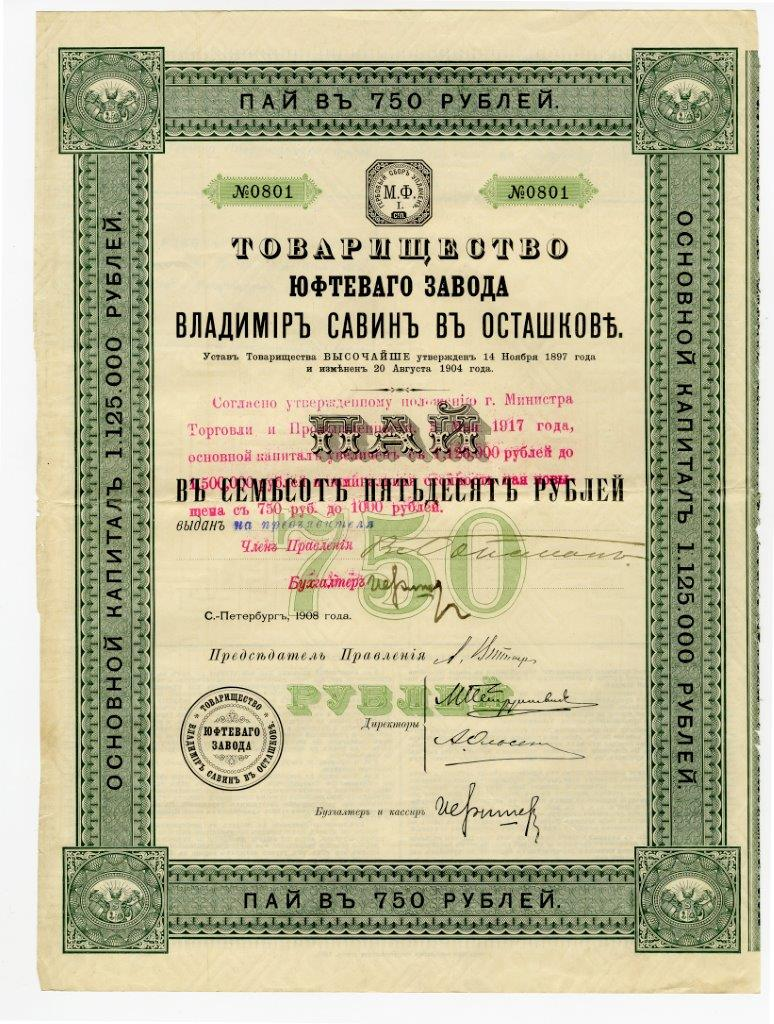
Пай в 750 руб. на предъявителя Товарищества юфтевого завода «Владимир Савин в Осташкове». С.-Петербург, 1908 г.

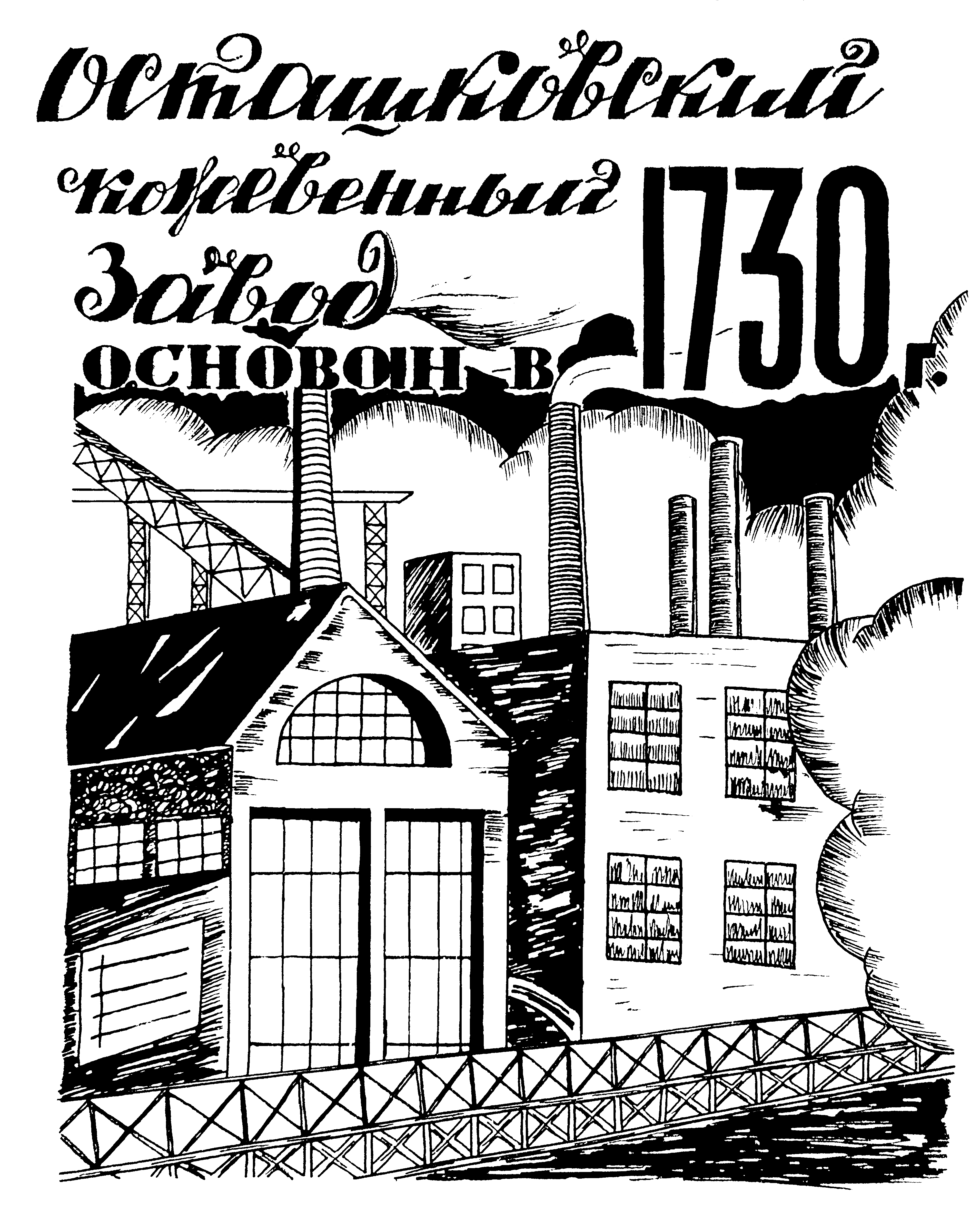
Гравюра

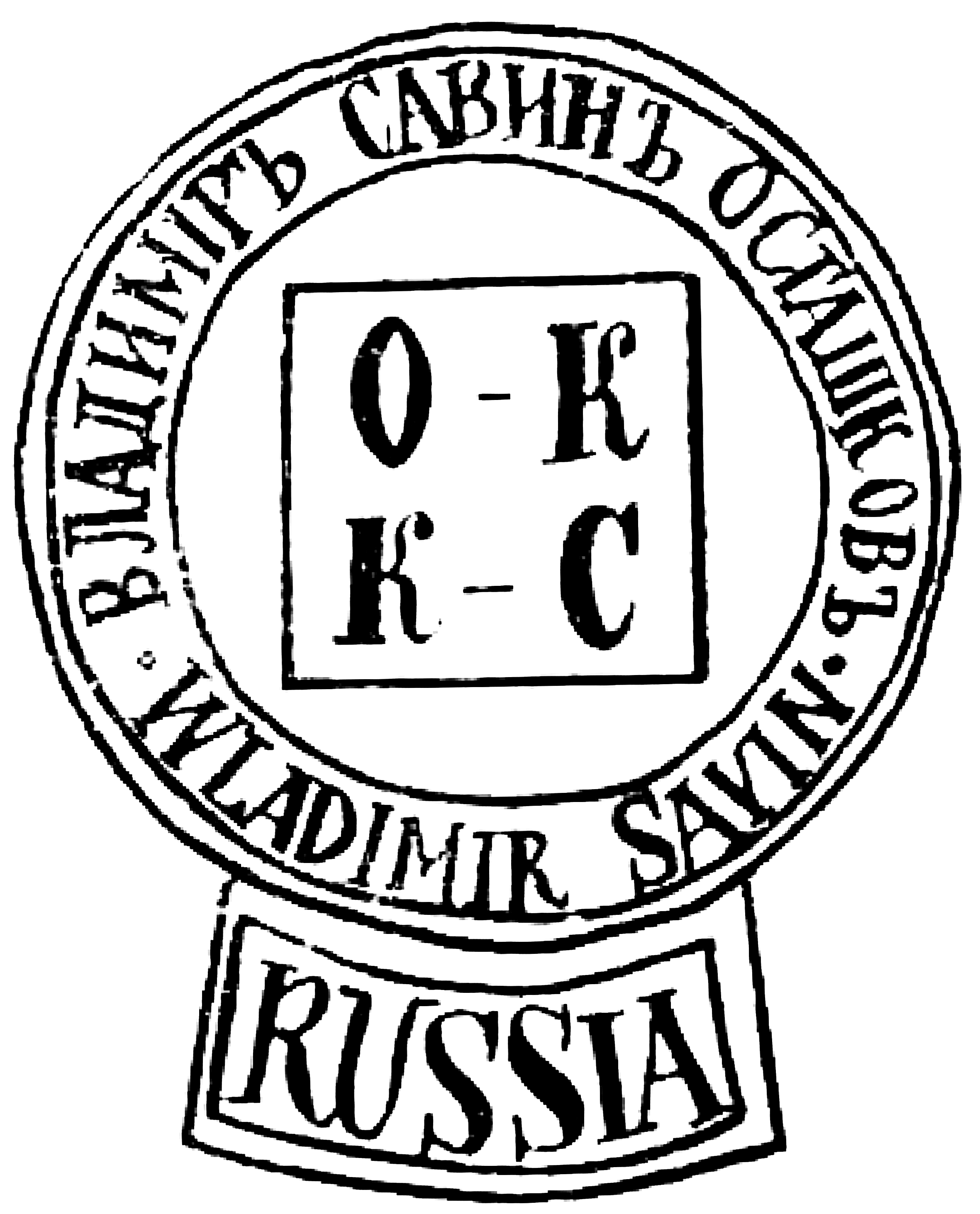
Штамп юфтевого завода

Кожевенное производство на берегу озера Селигер близ селения Осташков было заложено в 1730 г. потомком одного из первых поселенцев тех мест Григорием Андреевичем Савиным, дети которого, Андрей и Кондратий продолжили дело отца. Вплоть до последнего десятилетия XVIII в. савинским заводом выделывалась преимущественно обыкновенная кожа, а также белая и красная юфть. Впоследствии была введена выделка палевой, так называемой «английской» юфти, лайки, опойки (тонкой и мягкой кожи из шкуры молочного теленка) и др.
В 1811 году, перед началом Отечественной войны 1812 года, тогдашний владелец завода (он же Осташковский городской голова с 1806 по 1823 годы) Кондратий Алексеевич Савин доставил в Петербург большое количество выделанных кож и снарядил в столицу для кройки сапог 60 мастеров из Осташкова. За заслуги в экипировке армии сапогами во время войны Савину было даровано дворянское звание. В знак особого благоволения император Александр I лично приезжал в Осташков
В 1825 году К. А. Савин создал собственную флотилию. На кораблях кожевенные товары осташковского производства вывозились в страны Западной Европы, а также в Новую Зеландию, Австралию, Канаду, Чили, Турцию, Сирию, Египет.
При одном из наследников К. А. Савина Федоре Кондратьевиче, к которому перешло предприятие, взамен ручного, устаревшего промышленного способа обработки кожевенного сырья были введены новые, зачастую механизированные формы производства исходя из самых современных для того времени заграничных образцов. В 1839 году на заводе Савиных впервые в Тверской губернии были внедрены паровые машины. В 1850-е - 1870-е гг. выпуск кожи составил до 200 тыс. кож в год с преобладанием палевой «английской» юфти. Количество рабочих доходило до 800 человек.
```
    
1870 год
 — заводу дарован знак Государственного российского орла.
    
1873 год
 — медаль Венской выставки. 
    
1876 год
 — бронзовая медаль на выставке в Филадельфии.
    
1877 год
 — золотая медаль выставки в 
Париже
.
    
1881 год
 — бронзовая медаль прусского короля 
Фридриха Вильгельма IV
.
    
1889 год
 — почетный диплом «Высшая награда» Парижской выставки.
```

После смерти Федора Кондратьевича завод перешел в руки его племянника Владимира Ивановича Савина, при котором с привлечением сторонних инвесторов было зарегистрировано "Товарищество юфтевого завода «Владимир Савин в Осташкове».
Правлением нового Товарищества, размещавшемся в Петербурге, была проведена значительная реконструкция завода. Были возведены новые постройки, заменены старые паровые котлы, приобретена 100-сильная паровая машина, из-за границы выписаны новейшие машины для отделки кож, установлен мощный фильтр для очистки сточных вод. Для освещения части цехов была построена газовая станция. В 1901 году продукция завода получила высшую награду на выставке в Глазго. В 1913 году выпуск кожи составил 79 тыс. крупных и 196 тыс. мелких кож в год, задействованных на производстве рабочих — 540 человек.
В годы первой мировой войны завод работал всецело на оборонное ведомство.
В январе 1919 года завод был национализирован. Временное руководство заводом было поручено бывшему хозяину С. М. Савину под контролем партячейки и профсоюзной организации..
В советское время и в постсоветские годы завод входил в число ведущих предприятий города, продукция которого экспортировалась и в страны ЕС.
В начале 2014 года, с приходом новых собственников и управляющей команды, была проведена большая работа по развитию основного производства, закуплено и введено в эксплуатацию новое современное технологическое оборудование, оптимизирована внутренняя инфраструктура завода: внутрицеховой транспорт, складское оборудование, средства автоматизации. 17 ноября 2014 года предприятие было переименовано в АО "Верхневолжский кожевенный завод".
В настоящее время завод включен в список системообразующих предприятий России в легкой промышленности  и является значимым игроком на мировом рынке. Существующий производственный потенциал завода позволяет занимать до 30% российского рынка переработки кожевенного сырья.
В апреле 2021 года стало известно о продаже Осташковского кожевенного завода. Торги были организованы в связи с банкротством компании.